# Трент Клатт
Трент Клатт (англ. Trent Klatt, нар. 30 січня 1971, Роббінсдейл) — колишній американський хокеїст, що грав на позиції крайнього нападника. Згодом — хокейний тренер.
Провів понад 800 матчів у Національній хокейній лізі. 

## Ігрова кар'єра
Хокейну кар'єру розпочав 1986 року.
1989 року був обраний на драфті НХЛ під 82-м загальним номером командою «Вашингтон Кепіталс». 
Протягом професійної клубної ігрової кар'єри, що тривала 13 років, захищав кольори команд «Міннесота Норт-Старс», «Даллас Старс», «Філадельфія Флаєрс», «Ванкувер Канакс» та «Лос-Анджелес Кінгс».
Загалом провів 856 матчів у НХЛ, включаючи 74 гри плей-оф Кубка Стенлі.

## Тренерська робота
Працював спочатку скаутом, а потім асистентом головного тренера «Нью-Йорк Айлендерс», з 24 березня 2016 головний тренер клубу АХЛ «Гранд Репідс Гріффінс».

## Статистика
| Сезон        | Клуб                      | Ліга         | Регулярний сезон | Регулярний сезон | Регулярний сезон | Регулярний сезон | Регулярний сезон | Плей-оф | Плей-оф | Плей-оф | Плей-оф | Плей-оф |
| Сезон        | Клуб                      | Ліга         | І                | Г                | П                | О                | ШХ               | І       | Г       | П       | О       | ШХ      |
| ------------ | ------------------------- | ------------ | ---------------- | ---------------- | ---------------- | ---------------- | ---------------- | ------- | ------- | ------- | ------- | ------- |
| 1986–87      | «Оссіо»                   | NSC - MN HS  | 22               | 9                | 27               | 36               | —                | —       | —       | —       | —       | —       |
| 1987–88      | «Оссіо»                   | NSC - MN HS  | 22               | 19               | 17               | 36               | —                | —       | —       | —       | —       | —       |
| 1988–89      | «Оссіо»                   | NSC - MN HS  | 22               | 24               | 39               | 63               | —                | —       | —       | —       | —       | —       |
| 1989–90      | Міннесотський університет | НКАА         | 38               | 22               | 14               | 36               | 16               | —       | —       | —       | —       | —       |
| 1990–91      | Міннесотський університет | НКАА         | 39               | 16               | 28               | 44               | 58               | —       | —       | —       | —       | —       |
| 1991–92      | Міннесотський університет | НКАА         | 44               | 30               | 36               | 66               | 78               | —       | —       | —       | —       | —       |
| 1991–92      | «Міннесота Норт-Старс»    | НХЛ          | 1                | 0                | 0                | 0                | 0                | 6       | 0       | 0       | 0       | 2       |
| 1992–93      | «Каламазу Вінгс»          | ІХЛ          | 31               | 8                | 11               | 19               | 18               | —       | —       | —       | —       | —       |
| 1992–93      | «Міннесота Норт-Старс»    | НХЛ          | 47               | 4                | 19               | 23               | 38               | —       | —       | —       | —       | —       |
| 1993–94      | «Каламазу Вінгс»          | ІХЛ          | 6                | 3                | 2                | 5                | 4                | —       | —       | —       | —       | —       |
| 1993–94      | «Даллас Старс»            | НХЛ          | 61               | 14               | 24               | 38               | 30               | 9       | 2       | 1       | 3       | 4       |
| 1995–96      | «Мічиган К-Вінгс»         | ІХЛ          | 2                | 1                | 2                | 3                | 5                | —       | —       | —       | —       | —       |
| 1995–96      | «Даллас Старс»            | НХЛ          | 22               | 4                | 4                | 8                | 23               | —       | —       | —       | —       | —       |
| 1995–96      | «Філадельфія Флаєрс»      | НХЛ          | 49               | 3                | 8                | 11               | 21               | 12      | 4       | 1       | 5       | 0       |
| 1996–97      | «Філадельфія Флаєрс»      | НХЛ          | 76               | 24               | 21               | 45               | 20               | 19      | 4       | 3       | 7       | 12      |
| 1997–98      | «Філадельфія Флаєрс»      | НХЛ          | 82               | 14               | 28               | 42               | 16               | 5       | 0       | 0       | 0       | 0       |
| 1998–99      | «Філадельфія Флаєрс»      | НХЛ          | 2                | 0                | 0                | 0                | 0                | —       | —       | —       | —       | —       |
| 1998–99      | «Ванкувер Канакс»         | НХЛ          | 73               | 4                | 10               | 14               | 12               | —       | —       | —       | —       | —       |
| 1999–00      | «Сірак'юс Кранч»          | АХЛ          | 24               | 13               | 10               | 23               | 6                | —       | —       | —       | —       | —       |
| 1999–00      | «Ванкувер Канакс»         | НХЛ          | 47               | 10               | 10               | 20               | 26               | —       | —       | —       | —       | —       |
| 2000–01      | «Ванкувер Канакс»         | НХЛ          | 77               | 13               | 20               | 33               | 31               | 4       | 3       | 0       | 3       | 0       |
| 2001–02      | «Ванкувер Канакс»         | НХЛ          | 34               | 8                | 7                | 15               | 10               | —       | —       | —       | —       | —       |
| 2002–03      | «Ванкувер Канакс»         | НХЛ          | 82               | 16               | 13               | 29               | 8                | 14      | 2       | 4       | 6       | 2       |
| 2003–04      | «Лос-Анджелес Кінгс»      | НХЛ          | 82               | 17               | 26               | 43               | 46               | —       | —       | —       | —       | —       |
| Усього в НХЛ | Усього в НХЛ              | Усього в НХЛ | 782              | 143              | 200              | 343              | 307              | 74      | 16      | 9       | 25      | 20      |